# Office des morts
L'Office des Morts ou Office des Défunts est un ensemble des prières catholiques instituées en commémoration des morts et la forme de suffrage privilégié pour les défunts depuis le Moyen Âge. Il est parfois connu sous le nom de Grand Office des Morts par opposition avec l'Office des morts allégé prié en dehors des jours d'obligation et avec le Petit office de la Sainte Vierge.

« L’Office des Morts, c'est la prière liturgique de la profonde compassion, de la généreuse assistance, de l’efficace consolation, de la tristesse modérée, dans un esprit de solide charité chrétienne. Notre place dans cet office des Heures se trouve entre le Dieu infiniment juste et miséricordieux et les chères âmes du purgatoire qui nous sont unies. Toutefois, nous ne demeurons pas là inertes, mais nous sommes attirés, tantôt vers Dieu, tantôt vers nos frères et nos sœurs qui souffrent, comme des anges consolateurs. »

— Dom Pius Parsch, Le Guide dans l’année liturgique

## Histoire

### Un office considéré d'origine apostolique
La piété chrétienne attribue une origine apostolique à l'office des morts; au XVIIe siècle, l'oratorien Louis Thomassin en tient pour preuve que "l'office des Morts est fort commun parmi les Maronites, les Melchites, les Coptes, et les autres sectes chrétiennes de l'Orient, qui le tiennent comme de tradition apostolique."
L'office des morts dans la tradition latine a été attribué parfois à saint Isidore de Séville, à saint Augustin d'Hippone, à saint Ambroise de Milan et même à Origène, sans aucun fondement à ces affirmations. S'il est impossible de retracer l'office et la messe dans leur forme actuelle au-delà du IXe ou du VIIIe siècle, il n'en est pas moins certain que les prières et l'Office des morts existaient bien avant cette époque. On les retrouve au moins partiellement aux Ve, IVe et même aux IIIe et IIe siècles. Pseudo-Denys, Grégoire de Nysse, Jérôme de Stridon, et Augustin, Tertullien, et les inscriptions dans les catacombes fournissent la preuve de l'existence d'une prière pour les morts.

### Un office plus probablement assemblé par Amalaire ou Alcuin
À l'époque carolingienne, le moine Benoît d'Aniane contribue à la diffusion d'un Office des morts selon la tradition romaine par la voie monastique qui se diffuse dans tout le Saint-Empire. Dans une copie de l'Antiphonaire de Saint Grégoire datant du VIIe siècle, on trouve aussi une messe et un office in agenda mortuorum, mais il est admis que cette partie soit une addition; a fortiori ceci s'applique au sacramentaire gélasien. Les éditeurs mauristes de Saint-Grégoire sont enclins à attribuer leur composition à Albinus et Étienne de Liège. Certains auteurs l'attribuent à Amalaire, d'autres à Alcuin. Ces opinions sont plus probables, mais ne sont pas encore très solidement établies. Amalaire parle en effet de l'Office des morts, mais semble impliquer qu'il existait avant son temps. Il fait allusion à l'Agenda Mortuorum contenue dans un sacramentaire, mais rien ne permet de croire qu'il en soit l'auteur. Alcuin est aussi connu pour son activité en matière liturgique, et on lui doit certaines compositions liturgiques ; mais il n'y a aucune raison de le considérer comme l'auteur de cet office.
Quoi qu'il en soit, vers la fin du IXe siècle, s'est constitué un office propre pour les morts, inspiré de source romaine plutôt que monastique. Il était chanté le troisième, septième et trentième jour après les funérailles et comprenait des vêpres, des vigiles et des laudes. Au début du deuxième millénaire, la structure typique de cet office et notamment des Vigiles avec neuf psaumes, neuf leçons et sans hymne est adoptée dans tous les livres monastiques, avec néanmoins des exceptions.

### Multiplication de l'Office au Moyen Âge

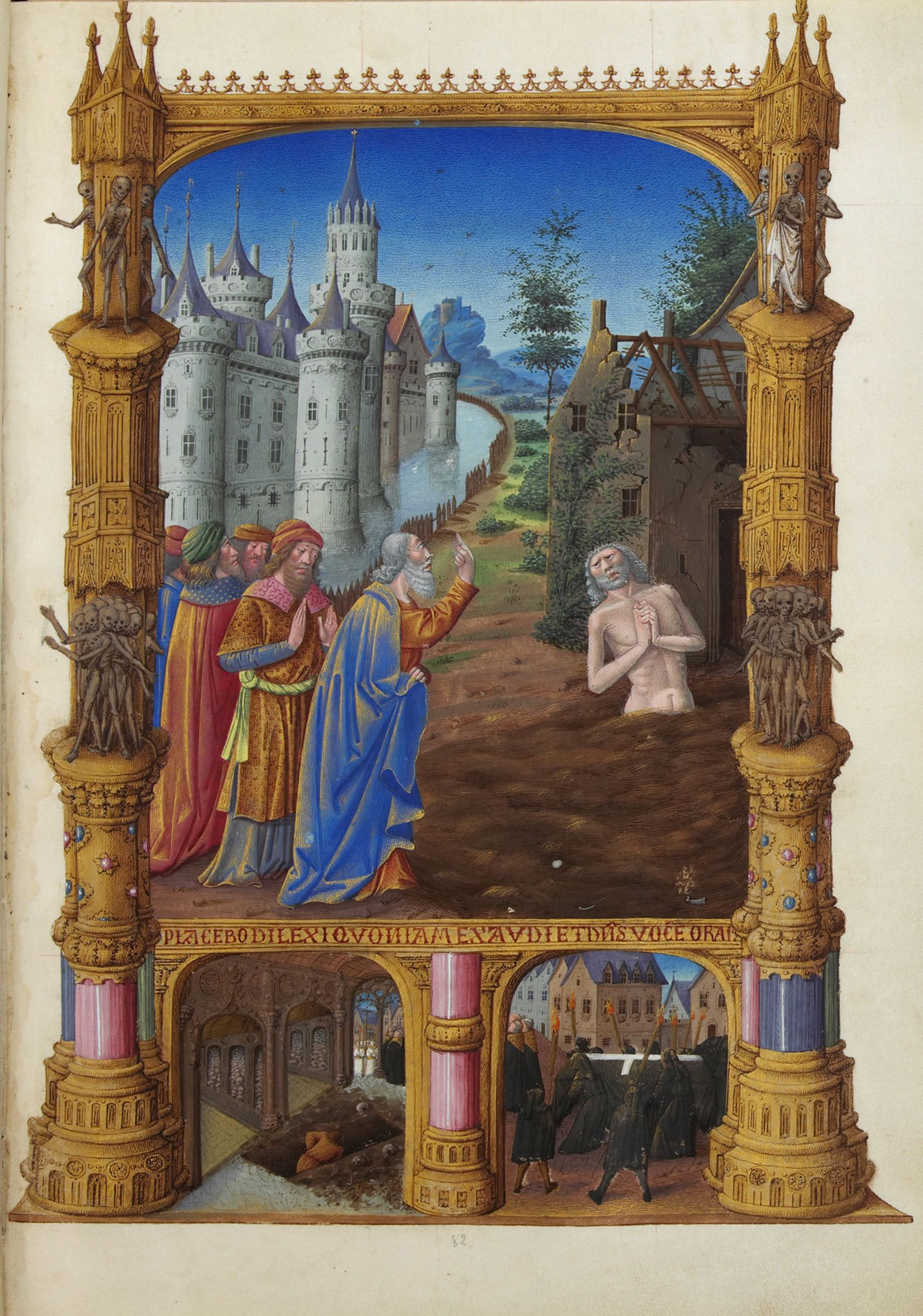
La souffrance de Job,que l'on voit ici moquée par ses amis dans les Grandes Heures du duc de Berry, est lexemplum sur lequel s'appuie l'office des défunts pour appeler les fidèles à la conversion avant leur mort.

L'office des morts devient de plus en plus fréquent au Moyen Âge, jusqu'à être célébré quotidiennement. La figure biblique principale de l'office des morts au Moyen Âge est Job, dont la souffrance sert dans les neuf leçons pour l'édification aussi bien des vivants que celle des morts. Interprété à la lumière des commentaires des Moralia de saint Grégoire le Grand, les leçons de Job conduisent vers une proclamation de la foi en un Sauveur personnel: scio enim quod redemptor meus vivit (Job 19, 25, "Je sais que mon Sauveur est vivant.").
Alors qu'il est composé à l'origine pour satisfaire la dévotion privée aux morts, aux XIe, XIIe et XIIIe siècles, l'office des morts est principalement récité par les ordres religieux clunisiens, cisterciens, ou cartusiens, comme l'Office de Notre-Dame. Plus tard, l'Office des Morts est prescrit à tous les clercs et devient obligatoire chaque fois qu'un office férial est célébré. On a même dit que c'était pour supprimer l'obligation de le réciter que les fêtes de rite double et semi-double se multipliaient, car il pouvait être omis ces jours-là. Le Synode de Worcester en 1240 oblige les clercs à l'Office des Morts quotidien, ce que le Synode d'Exeter allège en 1287 en permettant de prier l'office sans les neuf leçons de façon ordinaire. Cette obligation restait relative; ainsi que le dit Saint Thomas d'Aquin à ses novices dominicains pris par l'étude, l'obligation ne s'appliquait qu'aux clercs ayant cure spécialement ceux ayant reçu des fondations de messe et d'office:

« Officium mortuorum non tenetur clericus existens in scholis. »

— Thomas d'Aquin, Quodlibet (Utrum clericus habens beneficium cum cura, vel sine cura, existens in scholis teneatur dicere officium mortuorum)

Répétée chaque jour en doublon des offices de la férie, les prières et les textes de l'Office des morts étaient les plus couramment utilisés de toutes les prières à la fin de la période médiévale.

### Réforme et le triomphe de l'Office des Morts
En 1552, le réformateur vaudois et une figure importante de la Réforme protestante, Pierre Viret, compose en forme de dialogues, une diatribe critique de l'Office des morts:

« Les prêtres papistes appellent Office des morts le service divin et les suffrages qu'ils ont accoutumé de faire pour eux. [...] Mon intention est de montrer [...] quelles choses y sont conformes ou contraires à la parole de Dieu et quelle règle les chrétiens y doivent tenir et fuir. »

— Pierre Viret, L'Office des Morts fait par Dialogues
Dans l'élan du Concile de Trente, le bréviaire réformé de saint Pie V ne change rien à l'ordonnancement séculaire de l'Office des Morts mais il modifie l'obligation de sa récitation au premier jour libre du mois, les lundis de l'Avent et du Carême, à quelques vigiles et jours de quatre-temps. L'obligation de le réciter quotidiennement est levée, car la Bulle Quod a nobis du même pape se contente de le recommander vivement, comme l'Office de Notre-Dame et les Psaumes pénitentiels, sans l'imposer comme un devoir.
De leur côté, les artistes à travers l'Europe catholique se passionnent pour des compositions hors-norme qui donnent une nouvelle dimension à l'office des mort en intégrant la polyphonie. Le premier Officium Defunctorum complet et polyphonique est celui de Cristobal de Morales en 1526-1528. En 1556, Juan Vásquez compose son Agenda Defunctorum qui comprend l'office complet. En 1603, Tomás Luis de Victoria compose son Officium Defunctorum en Espagne. À Venise en 1607, Marco da Gagliano  créée un Officium defunctorum quatuor vocibus la même année que l'Officium defunctorum integrum a 4 voci de Giovanni Gastoldi ou encore Giammateo Asola. Et au Portugal, Estêvão de Brito paraphrase dans son Officium Defunctorum le Requiem à 4 de Cristobal de Morales.
Par ailleurs, dans certains diocèses du nord de la France, dont Paris, et dans le rite dominicain, l'Office des Morts est complété des Petites Heures dans la mesure où la commémoration des fidèles défunts du 2 novembre est élevée au rang de fête liturgique à part entière. L'Office n'est plus un double. Au fil des siècles, cette exception deviendra la norme.

### Traduction et intériorisation à partir du Grand siècle

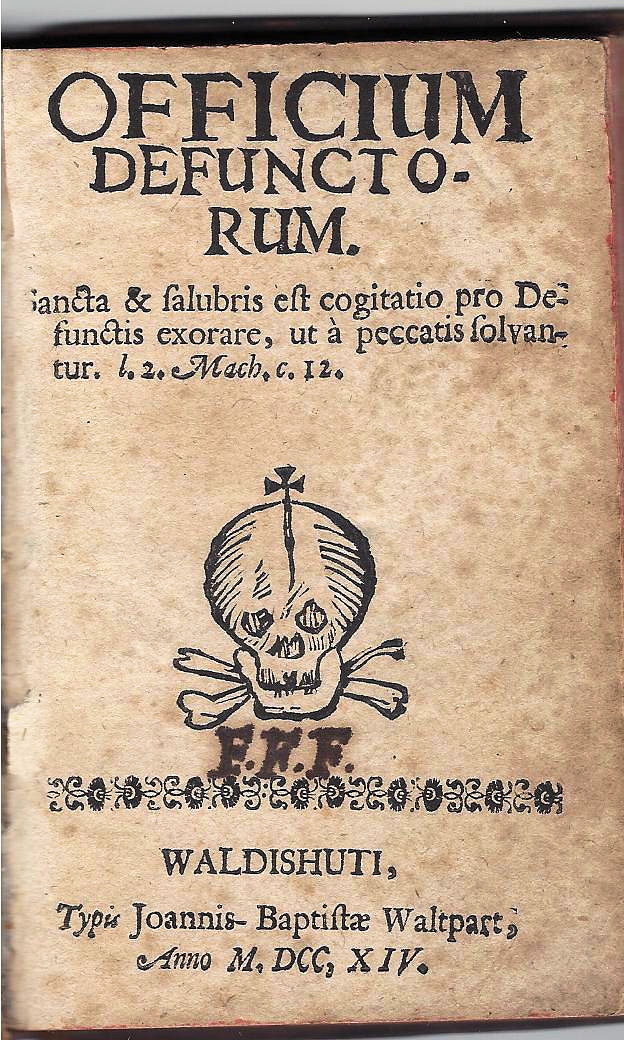
Page de couverture de lOfficium Defunctorum imprimé en 1714 par Johann Baptist Waltpart à Waldshut.

Pendant le Grand Siècle, les confréries de pénitents continuent de diffuser la dévotion à l'Office des défunts. Par ailleurs, un effort est fait pour rendre l'office accessible en langue vernaculaire. Claude de Sainte-Marthe, prêtre et confesseur de Port-Royal, publie un office complet des défunts pour répondre aux calvinistes et luthériens qui ne croit plus au Purgatoire. Il semble être le premier à proposer une traduction en langue française de l'Office des morts:

« On a fait imprimer dans la langue de l'Eglise, qui est celle dont se sert pour chanter publiquement et que l'on aussi traduit en notre langue pour la consolation de ceux qui n'ont pas l'intelligence de la la latine. »

— Claude de Sainte-Marthe, De la pieté des chrestiens envers les morts
Un renouveau spirituel s'appuie sur cette dévotion populaire, pour proposer, grâce notamment à des méditations, ou paraphrases en langue vulgaire, d'intérioriser cette dévotion. Un maître spirituel de l'époque, Innocent Le Masson, prieur général de l'ordre des Chartreux, publie en 1699 sa Psalmodie intérieure de l'office des morts.
À l'aube de la Révolution française, l'Office des Morts n'est plus le privilège du clergé, mais il est devenu avec l'Office de la Vierge Marie, une prière des fidèles, particulièrement de ceux qui peuvent lire et obtenir des livres imprimés, comme en témoigne en 1779 l'impression d'un Office des Morts pour les chevaliers de l'Ordre de Malte ou encore "pour les aristocrates agonisants" en 1790.

### Un office restauré dans le respect des traditions locales auXIXesiècle
Au XIXe siècle, les courants révolutionnaires qui traversent l'Europe après la Révolution française qui ferment les abbayes et poussent les religieux à l'exil menacent de faire disparaître l'Office des morts, jusqu'à la Restauration. Pour inculquer de nouveau à tous les fidèles cette dévotion, chaque diocèse publie son propre rite de l'Office des morts, prenant acte de spécificités locales, plus de trois cents ans après le Concile de Trente. Ainsi, les diocèses de Chartres, Nancy et Toul, et même des diocèses supprimés depuis la Révolution comme Noyon, prouvent leur attachement à leurs usages locaux en publiant leur propre Office des Morts, même si tous suivent généralement la même structure. Les textes de l'Office des morts sont de nouveau traduits en langue vulgaire, comme en français, "pour l'usage des fidèles", afin de rendre le contenu de l'office plus compréhensible.

### La réforme de l'Office des Morts par Pie X
Au tournant du XXe siècle, la participation des fidèles au chant grégorien de l'Office des morts est promue, et des Offices des Défunts sont publiés en grand nombre d'abord avec la notation grégorienne en plein-chant, et ensuite des adaptations sont écrits en clé de sol avec des signes rythmiques. Si la notation du chant grégorien est ancienne et utilisée dans les chœurs, sa plus large diffusion est le signe d'une évolution du plein-chant, d'un chant interprété à l'oreille et transmis de mémoire par la piété populaire, à un chant annoté plus moderne.
La plus grande modernisation de l'Office des Morts aura lieu lors de la réforme du bréviaire romain de Pie X, en plus de la Constitution apostolique Divino afflatu du 1er novembre 1911 qui alignera l'Église universelle sur l'usage néo-gallican. Par cette réforme, le jour de l’octave de Toussaint et le 2 novembre devient un jour liturgique avec un office des défunts complet, élaboré en parallèle avec la structure des offices du Triduum sacrum. On attribue aux offices du Triduum Sacrum et du Jour des Morts, de nouveaux psaumes et de nouvelles lectures. Cette réforme ajoute aussi des complies à l'Office.
Alors que dans le bréviaire de saint Pie V, l'office des morts est dit avec trois nocturnes lors de la commémoration des fidèles défunts, en plus de l'office de l'octave de la Toussaint, l'office des Morts est dit sans l'office de la Toussaint à partir de la réforme de Pie X. De nouvelles lectures sont choisies pour les trois nocturnes ; dans le premier nocturne, trois des lectures traditionnelles du livre de Job, dans le second, des lectures du livre de saint Augustin sur le soin à prendre pour les morts, dans le troisième nocturne on lit une lecture de la première lettre aux Corinthiens, chapitre 15.
Certains accueillent favorablement cette réforme, notamment parmi les intellectuels précurseurs du mouvement liturgique comme Dom Lambert Beauduin, qui espère que cette réforme soit l'occasion de restituer l'Office des Morts à une place d'honneur, avec observance de la coutume des Vigiles et des Laudes, donnant une plus grande solennité aux services funèbres et y faisant assister les fidèles, combattant ainsi efficacement la déchristianisation des rites de la mort. D'autres, notamment la piété populaire et le bas-clergé résiste à voir changer un office immuable depuis des siècles. Ainsi, c'est seulement cinquant ans plus tard en 1963 que les Bénédictins accepteront cette réforme du bréviaire. Par ailleurs, certains ordres religieux, comme les Chartreux ou les Cisterciens, conservent la coutume de réciter l'Office des morts au chœur aux jours assignés par la Bulle Quod a nobis.

### La simplification de l'Office des Morts par Paul VI
Alors que l'Office des Morts ne redoublait plus l'office du jour, le mouvement liturgique notamment avec Josef Andreas Jungmann, exprime le besoin d'alléger l'office divin en général, mais aussi l'office des morts, considéré si long que seuls des ordres contemplatifs peuvent se permettre d'assurer un tel office. Le problème n'est pas seulement pratique mais aussi théologique. Ainsi, selon Joseph Pascher, l'Office des Morts devrait être caractérisé par une plus grande confiance dans le mystère pascal de la mort et de la résurrection du Christ. Tel était aussi l'avis de nombreux contemporains, comme celui du philosophe athée Alain:

« L'office des morts ne veut pas être consolateur; les chants portent l'effroi par la seule résonance. »

— Alain, Propos
La réforme du bréviaire a largement accédé à ses deux demandes avec l'editio typica altera promulguée en 1985. La conséquence est une simplification de l'Office des morts, qui est allée avec une réduction de la place du deuil dans les sociétés occidentales.

## Rite

### Office des Morts selon l'usus antiquior
L'Église romaine a conservé avec soin et sans changement notable l'Office des Morts qui, comme celui de la Semaine Sainte, conserve ses formes archaïques le souvenir et l'atmosphère d'une très ancienne liturgie. Sa forme a été stable pendant près d'un millénaire jusqu'à la réforme de Pie X puis celle de Paul VI. Cette antique structure du rite qui a servi aux grandes compositions musicales pour l'Office des Morts, qui est encore interprétée aujourd'hui lors de la neuvaine des morts, comme à Bonifacio, et lors de concerts de musique religieuse où l'Officium Defunctorum est donné en récital.

#### Une structure archaïque
Cet office, tel qu'il existe actuellement dans la liturgie romaine, est composé des premières vêpres, de la messe, des matines et des laudes. Vêpres et Laudes n'ont ni hymne ni leçon courte et se terminent par le Kyrie eleison et le Notre Père, et les Matines commencent sans invitatoire, comme dans les vigiles de solennités. L'office se termine par les versets Requiem æternam et Requiescant in pace.
- Les vêpres comprennent les psaumes, 54, 69, 70, 79, 87, avec le Magnificat et le preces.
- Les matines, composées comme celles des jours de fête, ont trois nocturnes, composée chacune de trois psaumes et de trois leçons.
- Les laudes, comme d'habitude, ont trois psaumes, les Psaumes 42 et 46 étant réunis en un seul psaume, et le cantique d'Ezéchias, les trois 148-149-150 de Laudate et le Benedictus.
- Cet office n'inclut ni de petites heures, ni de secondes vêpres, ni de complies, selon le modèle des vigiles antiques, qui commençaient le soir par les premières vêpres, se poursuivaient pendant la nuit avec les matines et se terminaient à l'aube par les laudes.
- La messe des morts connue sous le nom de requiem suivait et terminait la veillée de la fête.

#### Caractéristiques de l'Office des Morts: une liturgie antique
L'absence de l'introduction, Deus in adjutorium, des hymnes, de l'absolution, des bénédictions et de la doxologie dans les psaumes rappelle aussi les temps anciens, quand ces ajouts n'avaient pas encore été faits. Les psaumes sont choisis non pas dans leur ordre séquentiel, comme dans l'office dominical ou l'office férial romain, mais parce que certains versets, qui servent d'antiennes, semblent faire allusion à la mort.
Le choix de certains de ces psaumes dans l'office des morts remonte à l'Antiquité chrétienne, comme en témoignent les écrits de saint Augustin et d'autres écrivains des quatrième et cinquième siècles. La lecture des leçons de Job est aussi très antique.
Le Libera me, que l'on trouve sous forme plus complète dans les manuscrits anciens, date aussi d'une période ancienne. Selon l'historien moderniste Pierre Batiffol, cette prière de l'office des morts, bien que n'étant pas d'origine romaine serait très ancienne.

### Office des morts selon lenovus ordo

#### Une structure sans spécificité

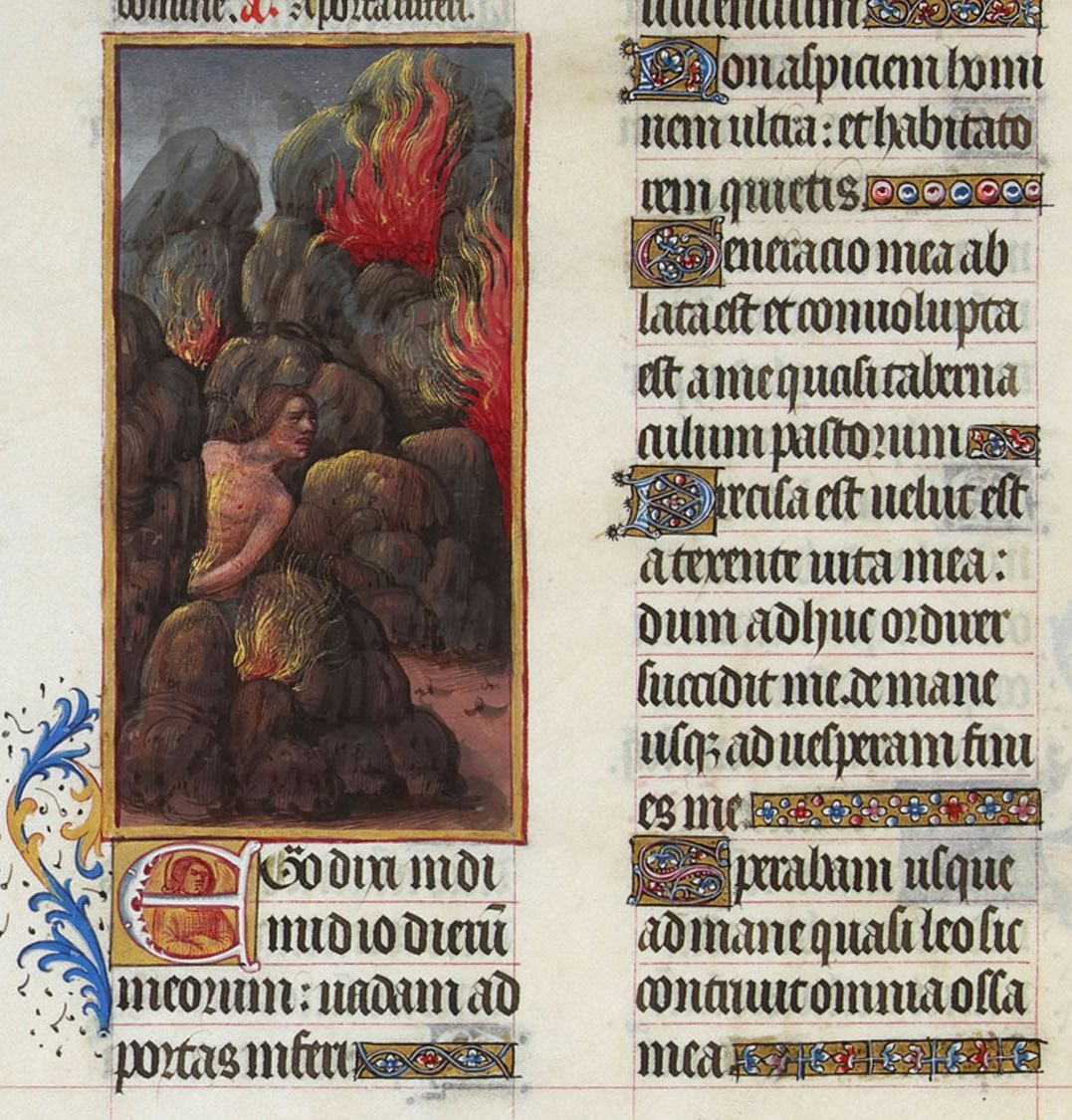
Le Cantique d'Ezechias, repris dans l'Office des Morts de Paul VI, est attaché à la méditation des fins dernières depuis le Moyen Âge, comme en témoigne cette image d'Ezechias dans les Très Riches Heures du duc de Berry.

L'office des morts selon Liturgia Horarum editio typica altera de 2000 comprend le cycle normal d'un office férial du nouveau bréviaire de 1970, à savoir un Office de Lectures qui remplace les Matines, Laudes, Milieu du jour avec tierce, sexte et none, et finalement vêpres et complies.
- L'Office des lectures comprend  les Psaumes 40 [39] : 2-14, 17-18; cette sélection de psaumes étant divisée entre les versets 9 et 10 en deux sections, pour conserver le caractère du cycle triple des Psaumes ; et 42 [41]. Ces psaumes sont suivis de deux lectures plus longues qui sont variables et proviennent d'une des multiples options.
- Les Laudes comprennent le Psaume 51 [50], le Cantique d'Ézéchias (Isaïe 38:10-14, 17-20) et le Psaume 146 [145] ou 150. Ceux-ci sont suivis d'une courte lecture, d'un répons, le Benedictus et les intercessions.
- L'Office du Milieu du jour se compose des Psaumes 70 [69], 85 [84] et 86 [85]. Celles-ci sont suivies d'une courte lecture et d'un verset qui varient selon les petites heures utilisées.
- Les Vêpres comprennent les Psaumes 121 [120], 130 [129] et un cantique de Philippiens, connu parfois sous le nom d'hymne kénotique (Phil 2: 6-11). Vient ensuite une courte lecture, un répons, le Magnificat et les intercessions.
- Les Complies sont prises au dimanche après les secondes vêpres.

#### Caractéristiques du nouvel office des morts: une liturgie simplifiée
La conviction que la liturgie doit être modifiée à des fins didactiques et pédagogiques influençait déjà la réforme de l'Office des Morts depuis Pie X, et elle avait été consacrée par Pie XII dans son encyclique Mediator Dei. Le nouvel office des morts est l'aboutissement de cette conviction.L'office des morts peut maintenant être prié publiquement en langue vernaculaire, facilitant la compréhension des fidèles. L'Office des lectures ajoute une hymne après l'ouverture. Dans sa version française, il s'agit d'une création contemporaine, encore méconnue, Quel secret habitons-nous ? avec des paroles de Patrice La Tour du Pin sur une musique de Joseph Gélineau. La lecture biblique est tirée de la première lettre de Saint Paul aux Corinthiens (1 Co 15, 12-34) en référence à l'espérance que donne la Résurrection du Christ, et la lecture patristique provient d'un sermon donné par Ambroise de Milan pour l'anniversaire de la mort de son frère. Aux Laudes, l'hymne de Lucien Deiss Seigneur, tu as vaincu la mort et celui des Vêpres, Dieu, tu révèles ta lumière, composé par le Comité national pour la Pastorale liturgique, restent méconnus.

### Complexité du rite: liturgies mozarabe, ambrosienne et orientale
L'Office des Morts existe encore sous différentes formes avec une grande variété des cérémonies des liturgies mozarabe, ambrosienne ou orientale. Même dans les pays où prévaut la liturgie romaine, il y a de nombreuses variantes. Les leçons, les réponses et autres formules sont parfois empruntées à des sources plus locales. Certaines Églises incluent dans cet office les Secondes Vêpres et Complies. La liturgie mozarabe possède un rituel funéraire très riche que Dom Marius Férotin fait remonter au VIIe siècle, en faisant le plus ancien Office des Défunts connu à ce jour.

## Adaptations

### Enluminure: lesLivres d'heures noirs
L'Office des Défunts se fixera au cours des siècles sur des supports différents mais avec pour trait caractéristique de donner une place importante à leur enluminure, dont Les Grandes Heures du duc de Berry comptent parmi les plus célèbres. Des enluminures sont parfois composées en hommage pour un défunt davantage que pour la récitation, comme Les Vigiles de la mort de Charles VII de 1483 attribuées à Jean Bourdichon. Une particularité, les Livres d'heures noirs sont des manuscrits sur parchemin ou vélin noir survivants de nos jours, qui ont servi à prier l'office des défunts.

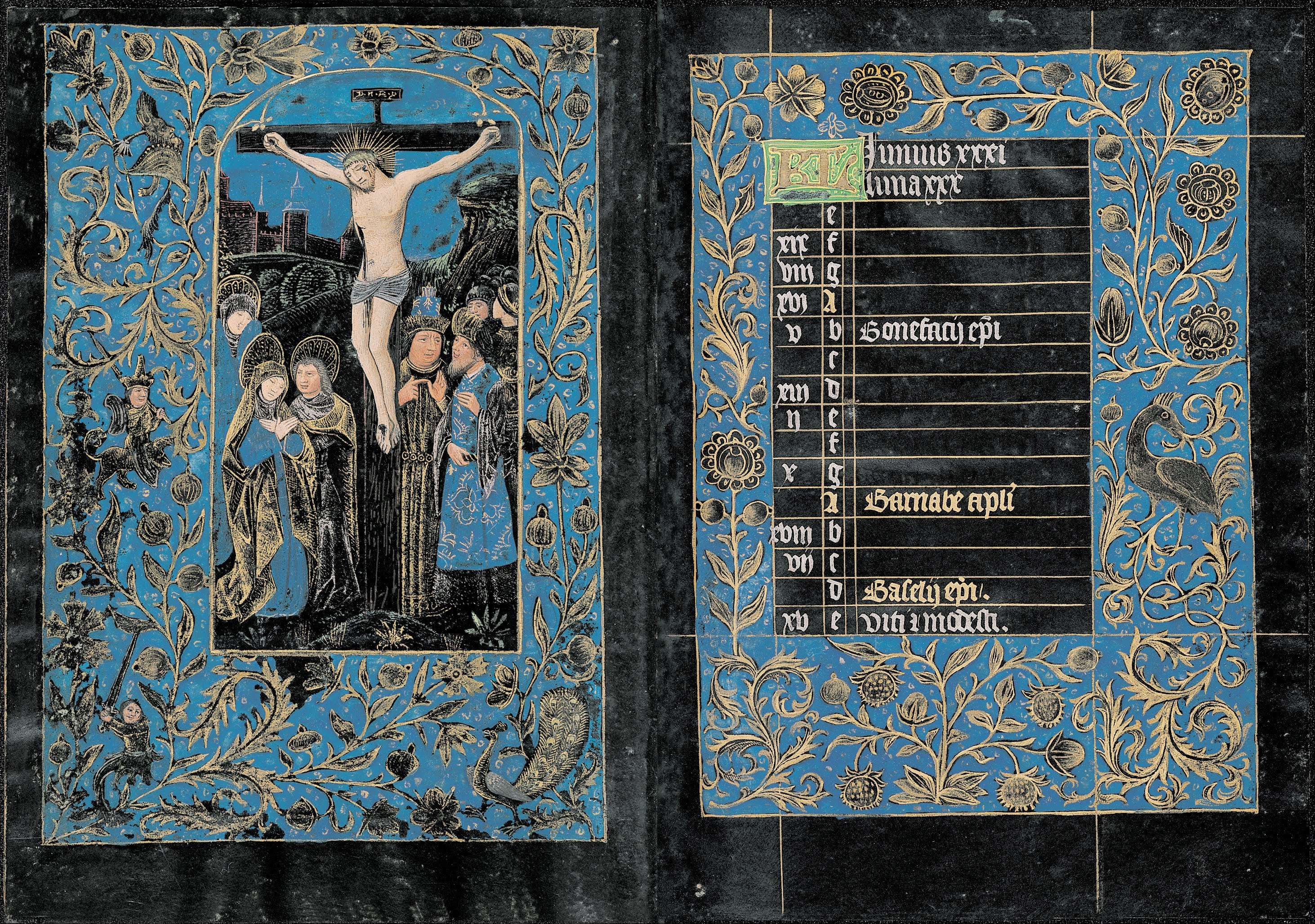
Livre d'heures noir composé à Bruges en 1475 dans l'entourage de Willem Vrelant
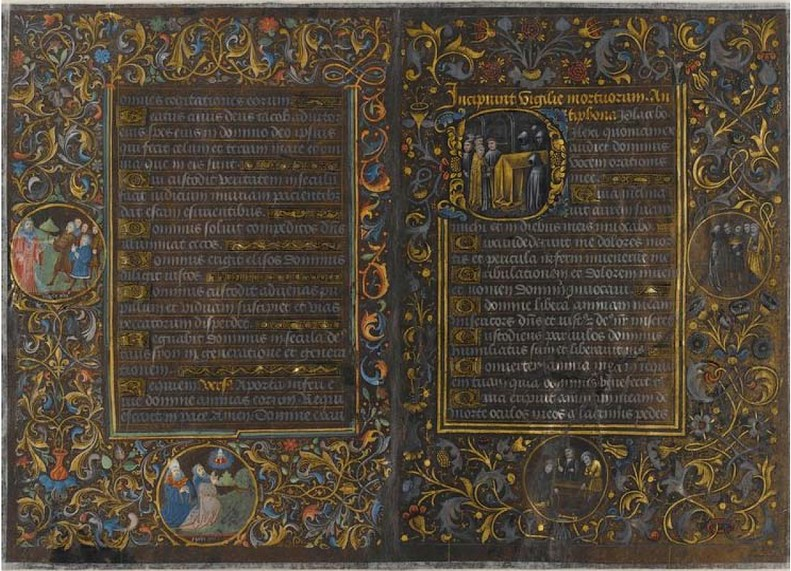
Livre d'heures noir de Charles le Téméraire
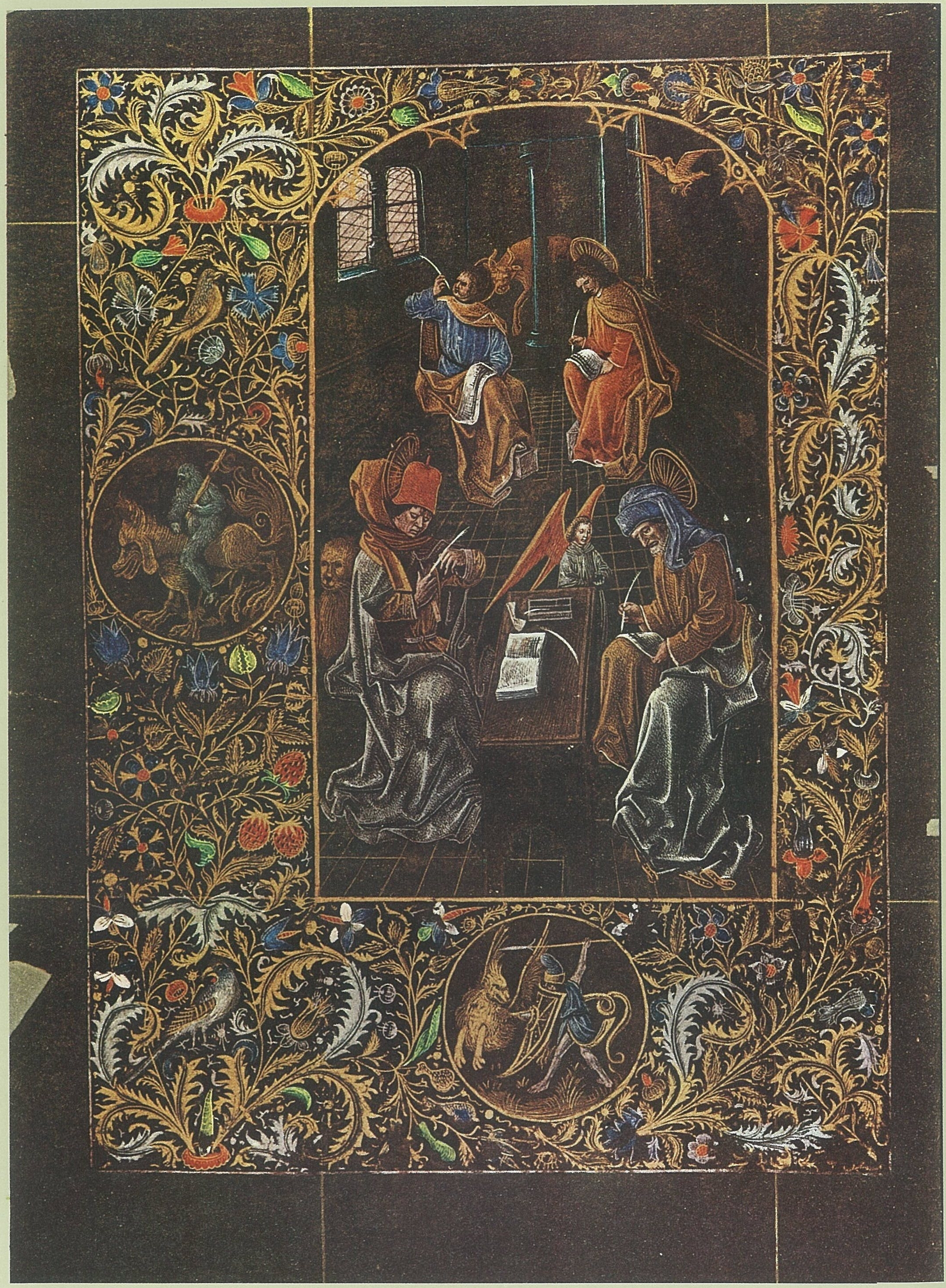
Livre d'heures noir réalisé en Flandre entre 1466 et 1477
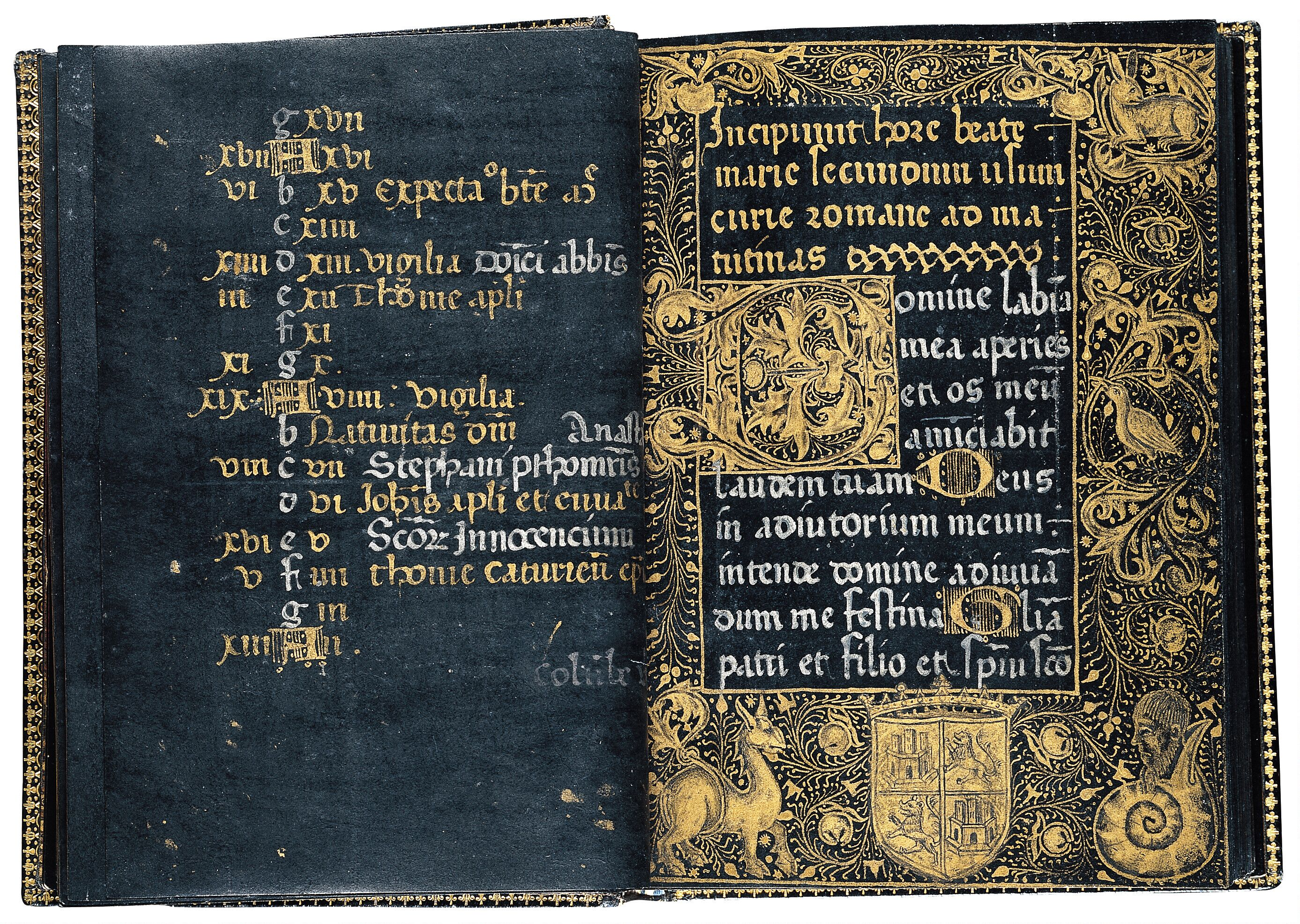
Livre d'heures noir composé à l'occasion du deuil de Marie de Castille vers 1458

### Musique: l'Officium Defunctorum
L'office complet des défunts a été mis en musique par différents compositeurs. Le premier Officium Defunctorum complet et polyphonique est celui de Cristobal de Morales en 1526-1528. L'une des plus célèbres adaptations musicales est l'Officium Defunctorum, une œuvre de Tomás Luis de Victoria, composée en Espagne en 1603 et publiée en 1605, à la suite du décès de l'impératrice Marie d'Autriche. Il lance un véritable courant à son époque. De nombreuses compositions à partir de l'Office des défunts seront créées à son instar, jusque dans les années 1979 avec le Officium defunctorum, pour orchestre et chœur du compositeur espagnol Cristóbal Halffter.

### Poésie
L'office des morts a souvent été évoqué dans la poésie, avec tout ce qu'il a de tragique et de mélancolique. La plus ancienne poésie commentant l'office des morts se trouve dans Les Vigiles des Morts du poète Pierre de Nesson vers 1480 qui paraphrase les neuf leçons du Livre de Job faisant partie de l’office.A travers les siècles, les références poétiques à l'office sont nombreuses. Ainsi, on le retrouve dans la tragédie en vers de Casimir Delavigne:

« Aussi mon cœur s'en va quand je vois sur le soir

Le convoi d'un défunt, les cierges, le drap noir,

Et l'office des morts avec les chants funèbres »

— Casimir Delavigne, Louis XI
Dans son recueil Paroles de 1946, Jacques Prévert se réfère à « toute la batterie de cuisine du Saint Office des morts » (La Morale de l'histoire). Dans les années 1960, cet office hors du temps inspire les poètes, comme André Frénaud qui publie Pour l'Office des Morts En 1963, l'écrivain suisse Maurice Chappaz a aussi composé un recueil de poèmes intitulé Office des Morts ayant pour thématique centrale l'apaisement métaphysique. Après la réforme liturgique de 1970, Charles Forot publie encore en 1975 un recueil de poèmes imprégné par l'antique rite de l'Office des Morts.